# Charette (Isère)
Charette – miejscowość i gmina we Francji, w regionie Owernia-Rodan-Alpy, w departamencie Isère.
Według danych na rok 1990 gminę zamieszkiwały 232 osoby, a gęstość zaludnienia wynosiła 21 osób/km² (wśród 2880 gmin regionu Rodan-Alpy Charette plasuje się na 1396. miejscu pod względem liczby ludności, natomiast pod względem powierzchni na miejscu 1045.).